# Мартинес Месанса, Хулио
Хулио Мартинес Месанса (исп. Julio Martínez Mesanza, 14 сентября 1955, Мадрид) — испанский поэт и переводчик поколения 1980-х годов.

## Биография
Изучал в Университете Комплутенсе философию и итальянистику. Работал в Министерстве культуры вместе с Луисом Альберто де Куэнка. Возглавлял Институт Сервантеса в Милане и Тель-Авиве.

## Творчество
Вошел в поэзию книгой эпических миниатюр на исторические темы в духе Борхеса Европа (1983), которую впоследствии дополнял на протяжении 15 лет. Переводил с итальянского Данте, Микеланджело Буонаротти, Уго Фосколо, Альберто Моравиа, Эудженио Монтале и др.

## Книги стихов
- Europa y otros poemas (1990, включает стихотворения 1983-1988)
- Las Trincheras (1996)
- Fragmentos de Europa 1977—1997 (1998, включает дополнения к одноименной книге).
- Entre el muro y el foso (2007)